# Konwencja haska dotycząca cywilnych aspektów uprowadzenia dziecka za granicę
Konwencja haska dotycząca cywilnych aspektów uprowadzenia dziecka za granicę – umowa międzynarodowa, regulująca kwestię porwań rodzicielskich w przypadku uprowadzenia lub zatrzymania dziecka w innym państwie. Została sporządzona w Hadze dnia 25 października 1980 roku.

## Zakres stosowania konwencji

### Przedmiot konwencji
- zapewnienie niezwłocznego powrotu dzieci bezprawnie uprowadzonych lub zatrzymanych w jednym z Umawiających się Państw oraz
- zapewnienie poszanowania praw do opieki i odwiedzin określonych przez ustawodawstwo jednego Umawiającego się Państwa w innych Umawiających się Państwach[1]

### Stosowanie
- Konwencja ma zastosowanie jedynie w przypadku uprowadzenia, lub zatrzymań międzynarodowych. Ma ona zastosowanie jedynie gdy do owych naruszeń doszło w jednym z państw konwencji oraz gdy bezpośrednio przed zatrzymaniem lub uprowadzeniem dziecko miało miejsce stałego pobytu w jednym z państw konwencji[2].

- Konwencja dotyczy małoletnich poniżej 16. roku życia, po ukończeniu tego wieku, przestaje obowiązywać[2].
- Zatrzymanie lub uprowadzenie dziecka musi być bezprawne, tzn. spełniać łącznie dwa warunki: a) nastąpiło naruszenie prawa do opieki przyznanego określonej osobie, instytucji lub innej organizacji, wykonywanego wspólnie lub indywidualnie, na mocy ustawodawstwa państwa, w którym dziecko miało miejsce stałego pobytu bezpośrednio przed uprowadzeniem lub zatrzymaniem. Owo prawo do opieki może wynikać w szczególności z mocy samego prawa, z orzeczenia sądowego lub administracyjnego albo z ugody mającej moc prawną w świetle przepisów ustawodawstwa tego państwa. b) w chwili uprowadzenia lub zatrzymania prawa te były skutecznie wykonywane wspólnie lub indywidualnie albo byłyby tak wykonywane, gdyby nie nastąpiło uprowadzenie lub zatrzymanie[3].

Konwencja stanowi, że wszystkie umawiające się państwa podejmą wszelkie stosowne środki dla zapewnienia w granicach ich terytoriów realizacji celów konwencji. Dla osiągnięcia tego wykorzystają one dostępne sposoby postępowania w nagłych wypadkach.
Każde Umawiające się Państwo wyznacza organ centralny w celu realizacji obowiązków wynikających dla niego z konwencji.

## Wnioski
Wnioski o powrót dziecka sporządzone na podstawie przepisów Konwencji są rozpoznawane przez właściwe organy (sądy lub organy administracyjne) państwa do którego dziecko zostało uprowadzone lub w którym zostało zatrzymane. W Polsce organem właściwym jest Ministerstwo Sprawiedliwości. Z wnioskiem o pomoc w zapewnieniu powrotu dziecka może wystąpić jakakolwiek osoba, instytucja lub inna organizacja twierdząca, że dziecko zostało uprowadzone lub zatrzymane z naruszeniem prawa do opieki. Sprawy o powrót dziecka prowadzone na podstawie przepisów Konwencji nie pociągają konieczności poniesienia przez wnioskodawców kosztów postępowania sądowego. Wszelkie działania organów muszą być podejmowane niezwłocznie. Jeżeli dany organ nie podejmie decyzji w ciągu sześciu tygodni od daty wpłynięcia wniosku, wnioskodawca lub organ centralny państwa wezwanego, z własnej inicjatywy albo na wniosek organu centralnego państwa wzywającego, może zażądać przedstawienia powodów zwłoki.
Jeżeli organ centralny państwa wezwanego otrzyma odpowiedź, organ ten przekazuje ją organowi centralnemu państwa wzywającego lub, w stosownych wypadkach, wnioskodawcy.
Wniosek powinien zawierać:
- informacje dotyczące tożsamości wnioskodawcy, dziecka oraz osoby, co do której istnieje domniemanie, że uprowadziła lub zatrzymała dziecko;
- datę urodzenia dziecka, jeśli jest to możliwe do ustalenia;
- podstawy, na które powołuje się wnioskodawca, żądając powrotu dziecka;
- wszelkie dostępne informacje dotyczące miejsca przebywania dziecka oraz tożsamości osoby, co do której istnieje domniemanie, że dziecko z nią przebywa.

Do wniosku można dołączyć lub uzupełnić go o:
- uwierzytelnione odpisy jakiegokolwiek orzeczenia lub ugody, przydatne dla sprawy;
- zaświadczenie lub poświadczone oświadczenie pochodzące od organu centralnego lub innej właściwej władzy państwa stałego pobytu dziecka lub osoby kompetentnej, dotyczące przepisów ustawodawstwa tego państwa w tym zakresie;
- wszelkie inne przydatne dokumenty[6].

## Dane statystyczne wniosków prowadzonych w trybie Konwencji w Polsce
| Rok  | Wnioski przesłane do Polski | Wnioski wysłane z Polski |
| ---- | --------------------------- | ------------------------ |
| 2008 | 70                          | 68                       |
| 2009 | 87                          | 71                       |
| 2010 | 53                          | 56                       |
| 2011 | 79                          | 64                       |
| 2012 | 76                          | 77                       |
| 2013 | 72                          | 70                       |
| 2014 | 64                          | 104                      |
| 2015 | 93                          | 115                      |
| 2016 | 105                         | 85                       |

## Strony Konwencji
| Kraj                 | Data ratyfikacji | Data przystąpienia |
| Albania              | 4 V 2007         | 1 VIII 2007        |
| Andora               | 6 IV 2011        | 1 VII 2011         |
| Argentyna            | 19 III 1991      | 1 VI 1991          |
| Armenia              | 1 III 2007       | 1 VI 2007          |
| Australia            | 29 X 1986        | 1 I 1987           |
| Austria              | 14 VII 1988      | 1 X 1988           |
| Bahamy               | 1 X 1993         | 1 I 1994           |
| Belgia               | 9 II 1999        | 1 V 1999           |
| Belize               | 22 VI 1989       | 1 IX 1989          |
| Białoruś             | 12 I 1998        | 1 IV 1998          |
| Boliwia              | 13 VII 2016      | 1 X 2016           |
| Bośnia i Hercegowina | 23 VIII 1993     | 6 III 1992         |
| Brazylia             | 19 X 1999        | 1 I 2000           |
| Bułgaria             | 20 V 2003        | 1 VIII 2003        |
| Burkina Faso         | 25 V 1992        | 1 VIII 1992        |
| Chile                | 23 II 1994       | 1 V 1994           |
| Chiny                |                  |                    |
| Chorwacja            | 23 IV 1993       | 1 XII 1991         |
| Cypr                 | 4 XI 1994        | 1 II 1995          |
| Czarnogóra           | 1 III 2007       | 3 VI 2006          |
| Czechy               | 15 XII 1997      | 1 III 1998         |
| Dania                | 17 IV 1991       | 1 VII 1991         |
| Dominikana           | 11 VIII 2004     | 1 XI 2004          |
| Ekwador              | 22 I 1992        | 1 IV 1992          |
| Estonia              | 18 IV 2001       | 1 VII 2001         |
| Fidżi                | 16 III 1999      | 1 VI 1999          |
| Filipiny             | 16 III 2016      | 1 VI 2016          |
| Finlandia            | 25 V 1994        | 1 VIII 1994        |
| Francja              | 16 IX 1982       | 1 XII 1983         |
| Gabon                | 6 XII 2010       | 1 III 2011         |
| Grecja               | 19 III 1993      | 1 VI 1993          |
| Gruzja               | 24 VII 1997      | 1 X 1997           |
| Gwatemala            | 6 II 2002        | 1 V 2002           |
| Gwinea               | 7 XI 2011        | 1 II 2012          |
| Hiszpania            | 16 VI 19876      | 1 IX 1987          |
| Holandia             | 12 VI 1990       | 1 IX 1990          |
| Honduras             | 20 XII 1993      | 1 III 1994         |
| Irak                 | 21 III 2014      | 1 VI 2014          |
| Irlandia             | 16 VII 1991      | 1 X 1991           |
| Islandia             | 14 VIII 1996     | 1 XI 1996          |
| Izrael               | 4 IX 1991        | 1 XII 1991         |
| Jamajka              | 24 II 2017       | 1 V 2017           |
| Japonia              | 24 I 2014        | 1 IV 2014          |
| Kanada               | 2 VI 1983        | 1 XII 1983         |
| Kazachstan           | 3 VI 2013        | 1 IX 2013          |
| Kolumbia             | 13 XII 1995      | 1 III 1996         |
| Korea Południowa     | 13 XII 2012      | 1 III 2013         |
| Kostaryka            | 9 XI 1998        | 1 II 1999          |
| Lesotho              | 18 VI 2012       | 1 IX 2012          |
| Litwa                | 5 VI 2002        | 1 IX 2002          |
| Luksemburg           | 8 X 1986         | 1 I 1987           |
| Łotwa                | 15 XI 2001       | 1 II 2002          |
| Macedonia            | 20 IX 1993       | 1 XII 1991         |
| Malta                | 26 X 1999        | 1 I 2000           |
| Maroko               | 9 III 2010       | 1 VI 2010          |
| Mauritius            | 23 III 1993      | 1 VI 1993          |
| Meksyk               | 20 VI 1991       | 1 IX 1991          |
| Mołdawia             | 10 IV 1998       | 1 VII 1998         |
| Monako               | 12 XI 1992       | 1 II 1993          |
| Niemcy               | 27 IX 1990       | 1 XII 1990         |
| Nikaragua            | 14 XII 2000      | 1 III 2001         |
| Norwegia             | 9 I 1989         | 1 IV 1989          |
| Nowa Zelandia        | 31 V 1991        | 1 VIII 1991        |
| Pakistan             | 22 XII 2016      | 1 III 2017         |
| Panama               | 2 II 1994        | 1 V 1994           |
| Paragwaj             | 13 V 1998        | 1 VIII 1998        |
| Peru                 | 28 V 2001        | 1 VIII 2001        |
| Polska               | 10 VIII 1992     | 1 XI 1992          |
| Południowa Afryka    | 8 VII 1997       | 1 X 1997           |
| Portugalia           | 29 IX 1983       | 1 XII 1983         |
| Rumunia              | 20 XI 1992       | 1 II 1993          |
| Rosja                | 28 VII 2011      | 1 X 2011           |
| Saint Kitts i Nevis  | 31 V 1994        | 1 VIII 1994        |
| Salwador             | 5 II 2001        | 1 V 2001           |
| San Marino           | 14 XII 2006      | 1 III 2007         |
| Serbia               | 29 IV 2001       | 27 IV 1992         |
| Seszele              | 27 V 2008        | 1 VIII 2008        |
| Singapur             | 28 XII 2010      | 1 III 2011         |
| Słowacja             | 7 XI 2000        | 1 II 2001          |
| Słowenia             | 22 III 1994      | 1 VI 1994          |
| Sri Lanka            | 28 IX 2001       | 1 XII 2001         |
| Szwajcaria           | 11 X 1983        | 1 I 1984           |
| Szwecja              | 22 III 1989      | 1 VI 1989          |
| Tajlandia            | 14 VIII 2002     | 1 XI 2002          |
| Trynidad and Tobago  | 7 VI 2000        | 1 IX 2000          |
| Tunezja              | 10 VII 2017      | 1 X 2017           |
| Turcja               | 31 V 2000        | 1 VIII 2000        |
| Turkmenistan         | 29 XII 1997      | 1 III 1998         |
| Ukraina              | 2 VI 2006        | 1 IX 2006          |
| Stany Zjednoczone    | 29 IV 1988       | 1 VII 1988         |
| Urugwaj              | 16 XI 1999       | 1 II 2000          |
| Uzbekistan           | 31 V 1999        | 1 VIII 1999        |
| Wenezuela            | 16 X 1996        | 1 I 1997           |
| Węgry                | 7 IV 1986        | 1 VII 1986         |
| Wielka Brytania      | 20 V 1986        | 1 VIII 1986        |
| Włochy               | 22 II 1995       | 1 V 1995           |
| Zambia               | 26 VIII 2014     | 1 XI 2014          |
| Zimbabwe             | 4 IV 1995        | 1 VII 1995         |

## Konwencja haska a rozporządzenie Rady (WE) nr 2201/2003
Rozporządzenie Rady (WE) Nr 2201/2003 z 27 listopada 2003 r. o jurysdykcji oraz uznawaniu i wykonywaniu orzeczeń w sprawach małżeńskich oraz w sprawach dotyczących odpowiedzialności rodzicielskiej ma charakter nadrzędny względem regulacji zawartych w Konwencji. Ma jednak zastosowanie jedynie wówczas, gdy państwem pobytu dziecka bezpośrednio przed jego uprowadzeniem lub zatrzymaniem, jak i państwem, do którego dziecko zostało uprowadzone, jest państwo członkowskie Unii Europejskiej.
Różnice:
- sądami właściwymi do rozstrzygania o wniosku w sprawie wydania dziecka są sądy państwa, w którym dziecko posiadało pobyt zwykły bezpośrednio przed przemieszczeniem (w wyjątkowych przypadkach właściwe są sądy państwa członkowskiego, do którego skierowany został wniosek)
- sąd musi nakazać powrót dziecka, nawet jeżeli miałoby to stanowić dla dziecka zagrożenie, jeżeli zostanie ustalone, że organy w państwie pochodzenia zabezpieczą ochronę dziecka po jego powrocie
- sąd zapewnia dziecku możliwość bycia wysłuchanym, chyba że uznaje się to za niewłaściwe ze względu na jego wiek lub stopień dojrzałości. Sąd nie może odmówić powrotu dziecka, jeżeli osoba wnioskująca o powrót nie została wysłuchana.
- rozporządzenie przewiduje 6 tygodniowy termin na rozpatrzenie wniosku o powrót dziecka[10]